# Kevin Gamble
Kevin Douglas Gamble (13 de noviembre de 1965 en Springfield, Illinois) es un exjugador y exentrenador estadounidense que disputó diez temporadas en NBA. Mide 1,98 metros y jugaba como base/escolta.

## Carrera

### Universidad
Estudió en el Lincoln College de Illinois y en la Universidad de Iowa. Gamble fue parte de los jugadores reclutados por la Universidad de Iowa en la promoción de 1985, junto con B.J. Armstrong, Roy Marble, Les Jepsen y Ed Horton. Todos esos jugadores jugaron posteriormente en la NBA. Horton y Gamble jugaron juntos en el Instituto Lanphier de Springfield, Illinois. Gamble lanzó el tiro ganador contra la Universidad de Oklahoma para mandar a los Hawkeyes a octavos de final donde se enfrentaron a la Universidad de Nevada de Las Vegas.

### Profesional
Gamble fue seleccionado en la 17.ª posición de la 3.ª ronda (63.ª en general) por los Portland Trail Blazers en el draft de la NBA de 1987. Solamente jugó nueve partidos con los Blazers en la temporada 1987-1988 antes de irse a la CBA.
Gamble fue sacado de la CBA por los Boston Celtics durante la temporada 1988-1989. Tras ser un jugador secundario durante dos temporadas, adquirió un papel más importante en la temporada 1990-1991. Gamble jugó en todos los partidos, incluyendo 76 saliendo desde el quinteto inicial, y promedió 33 minutos por partido. Sus 15,6 puntos por partido fue el cuarto mejor promedio del equipo y su 58,7% de acierto en tiros de campo fue el tercer mejor de toda la NBA. Los minutos de Gamble fueron rebajados drásticamente durante los playoffs y solo promedió 6 puntos por partido ante los Indiana Pacers y los Detroit Pistons.
Durante las tres temporadas siguientes con los Celtics jugó 239 partidos de 246 posibles, y en gran parte de ellos salió desde el inicio. En sus tres últimas temporadas en la NBA con los Miami Heat y Sacramento Kings, Gamble volvió a ser un jugador reserva.

### Entrenador
En 2002 Gamble fue nombrado entrenador del equipo de baloncesto masculino de la Universidad de Illinois de Springfield, donde desempeñó ese cargo hasta 2010.
Luego, de 2012 a 2018, se hizo asistente del equipo de la Universidad de Míchigan Central.